# Menella unilateralis
Menella unilateralis is een zachte koraalsoort uit de familie Plexauridae. De koraalsoort komt uit het geslacht Menella. Menella unilateralis werd in 1895 voor het eerst wetenschappelijk beschreven door Studer. 